# Arthur George Tansley
Sir Arthur George Tansley (15 août 1871 – 25 novembre 1955) est un botaniste britannique, pionnier dans l'écologie des plantes. 
Il crée le terme écosystème en 1935 ainsi que l'écotope en 1939. Il fut un des fondateurs de la Société britannique d'écologie (British Ecological Society) et rédacteur en chef du Journal of Ecology durant vingt ans.
Il a fait connaître la pensée de Sigmund Freud par son essai The New Psychology and its Relation to Life (1920), un des premiers livres de vulgarisation sur les idées de Freud et de Jung. Il a fait l'éloge funèbre de Freud.

## Jeunesse et éducation
Le père d’Arthur Tansley, George Tansley, est un homme d’affaires prospère qui se passionne pour l'enseignement après avoir suivi, à 19 ans, des cours au Working Men's College. Il enseigne bénévolement, prenant sa retraite en 1884 pour enseigner au collège. Il épouse Amelia Lawrence en 1863 et a deux enfants : Maud, suivie d'Arthur 7 ans plus tard, en 1871.
L'intérêt de Tansley pour la science est suscité par l'un des collègues enseignants bénévoles de son père, qu’il décrit comme "un excellent et enthousiaste botaniste de terrain". Après avoir fréquenté l'école préparatoire de 12 à 15 ans, il s'inscrit à la Highgate School. Insatisfait de l'enseignement des sciences qu’il y reçoit, qu'il considérait comme "grotesquement insuffisant", il s’inscrit en 1889 à faculté des sciences biologiques de l'University College de Londres où il est fortement influencé par Ray Lankester et F. W. Oliver. En 1890, Tansley fréquente le Trinity College, à Cambridge. Il retourne ensuite à l'University College de Londres en tant qu'assistant d'Oliver, poste qu'il conservera jusqu'en 1907. Dans l’intervalle il obtiendra, en 1894, son diplôme du Trinity Collège avec mention très bien.

## Carrière professionnelle
Tansley est enseignant-chercheur à l'University College de Londres de 1893 à 1907. En 1907, il accepte un poste de maître de conférences à l'Université de Cambridge. Pendant la Première Guerre mondiale, alors qu’il était difficile d’enseigner à l'université, Tansley est commis au ministère des Munitions. En 1923, il démissionne de son poste à Cambridge et passe un an à Vienne pour étudier la psychologie sous la direction de Sigmund Freud. À son retour en Grande-Bretagne en 1924, il est nommé président par intérim du British Empire Vegetation Committee. Il est ensuite nommé professeur de botanique Sherardian à l'université d'Oxford en 1927, une chaire qu’il occupe jusqu'à sa retraite en 1937.